# Coalition mondiale des forêts
La Coalition mondiale des forêts (GFC pour Global forest coalition) est une ONG environnementale (ONGE) dédiée aux politiques forestières basées sur la reconnaissance des besoins, droits et territoires des peuples et personnes vivant en forêt et de la forêt, avec en particulier une attention portée aux droits des femmes (souvent sous-représentées dans les parties prenantes invitées à travailler sur la forêt). 
Cette Coalition estime que « les mesures de conservation des forêts qui ignorent les droits, besoins et rôles des Peuples Autochtones, des Communautés Locales et des Femmes, violent des droits humains fondamentaux et s’opposent au besoin de créer un soutien à la protection des forêts parmi une communauté plus étendue. Nous estimons que nul ne fera cas des lois et des politiques tant qu’elles sont considérées comme élitistes et fondamentalement biaisées. De fait, autant la protection des forêts que les droits humains et des peuples autochtones souffrent d’une telle approche ».

## Histoire
La Coalition mondiale des forêts a été fondée en 2000 par 19 ONG et organisations de peuples autochtones (OPA) représentant les cinq continents ; succédant au Groupe des ONG de travail en forêt qui avait été créé en 1995. 
Ce groupe a analysé les causes sous-jacentes du déboisement et de la dégradation forestière, sous l'égide du Comité néerlandais de l’UICN et du Mouvement mondial pour les forêts tropicales (World Rainforest Movement - WRM). Après la publication de 40 études de cas et 20 analyses poussées des causes premières de la diminution des forêts, et organisé neuf ateliers régionaux et mondiaux, cette coalition mondiale a notamment été créée pour que des groupes puissent se saisir des droits des peuples autochtones et d'autres populations vivant en forêt ou en dépendant, pour initier ou faciliter la lutte pour la protection des forêts car au XXe siècle, au nom parfois de la conservation des forêts (dans le cadre de la constitution d'aires protégées (réserves naturelles ou parcs nationaux en général) des populations Autochtones et des Communautés Locales ont été délocalisées de force ou privées de droits de chasse ou de pêche ou de cultiver, parfois avec le consentement, ou l'implication d’organisations de conservation forestière. Cette pratique s'est réduite, mais certains projets de compensation carbone par les forêts pourraient à nouveau les susciter.
La coalition a été créée comme alliance ouverte et informelle d’ONG et d’OPA du Sud et du Nord.
Elle promeut la reconnaissance du rôle fondamental des femmes dans la conservation et la restauration des forêts rôle qui devraIt être « l’une des pierres angulaires de politiques forestières basées sur les droits ». Pour cette raison l'ONG est associée au « Groupe Majeur des Femmes » (Women’s Major Group) d’échelle internationale qui travaille sur le développement durable et sur les processus du Programme des Nations unies pour l’Environnement (UNEP) ; et s'implique fortement dans les discussions des Nations unies concernant les droits des femmes et le développement durable. 
La Coalition mondiale des forêts est aussi membre de l’Alliance Genre & Développement Durable comprenant des organisations reconnues telles que Femmes d’Europe pour un Avenir Commun (WECF) et l’Alliance Genre et Eau.

## Missions
Les missions de la coalition sont d’observer et restaurer les écosystèmes forestiers et le savoir traditionnel associé, pour « défendre et promouvoir le respect des droits et territoires des Peuples Autochtones et des communautés locales, à travers la promotion de moyens de subsistance durables qui mettent en sécurité la coexistence des populations et des forêts pour une qualité de vie durable des générations présentes et à venir ».

## Vision
La GFC a publié sa vision qui est d'authentiques forêts avec et pour les peuples Autochtones et communautés locales, où les droits des communautés sont observés et respectés, et où en particulier les rôles, les besoins et les aspirations spécifiques des femmes sont respectés, de même pour les systèmes coutumiers de gestion et de conservation des forêts. L'accord voulant que la déforestation et la perte de la biodiversité soient stoppés avant 2020 doit être respecté ; Le politiques publiques et privés ne doivent plus dégrader la forêt ni affecter négativement les droits des groupes vulnérables. « Les plantations ne sont pas des forêts. Conformément aux définitions internationales, la conservation forestière intègre la préservation, un usage et une restauration durable des forêts avec les espèces autochtones » ; et les forêts « ne sont pas à vendre » ; elles sont « pour la vie », la consommation de bois et des d'autres produits menaçant les forêts doit être réduite, notamment car la forêt joue un rôle majeur de régulateur climatique, qui dépend de sa biodiversité et de la lutte contre la désertification. Le dialogue (avec les jeunes et les femmes notamment) et la diversité interculturelle sont la garantie de la sauvegarde de la biodiversité. La communauté internationale doit aider les Peuples Autochtones et les communautés locales à préserver leurs savoirs et leur diversité culturelle qui peuvent contribuer à sauver des écosystèmes de forêts.

## Gouvernance
En 2019, cette ONG est présidée par Anna Kirilienko (BIOM, Kirghizstan) ; assistée de Hindou Oumarou Ibrahim (Association des Femmes Peules Autochtones du Tchad ; AFPAT) comme Vice-Présidente ; avec Simone Lovera (Paraguay) comme directrice exécutive.
Son secrétariat international est basé à Asuncion au Paraguay, mais l'ONG dispose aussi d'un Bureau du Nord à Amsterdam (aux Pays-Bas).
De 2000 à 2005, la Coalition a été l’hôte du Mouvement mondial pour les forêts, et depuis novembre 2005, elle est enregistrée aux Pays-Bas comme fondation indépendante.
En France, l'association Canopée forêts vivantes fait partie de la Coalition mondiale des forêts.

## Publications, alertes
- en 2019 la Coalition mondiale des forêts a publié une note d'alerte[7] à l’intention des investisseurs de projets Bois-énergie d'ampleur industrielle, attirant leur attention sur le fait que - selon l'Alliance - ils courent « de graves risques pour la réputation, la réglementation, les lois et les finances liés aux projets de bioénergie utilisant le bois des forêts et des plantations d’arbres ». Ce message a été émis conjointement avec les ONG Environmental Paper Network (alliance de plus de 140 ONG à but non lucratif travaillant à la réalisation de la vision globale du secteur du papier avec l'objectif d'un avenir propre, sain, juste et durable pour la vie sur Terre)[8], et Biofuelwatch (ONG présente au Royaume-Uni et aux États-Unis spécialisée sur les impacts de la bioénergie à grande échelle, et sensibilisant le public sur la question des impacts écologiques négatifs de certains bioénergies[9]).